# Huave
Huave ist eine isolierte Sprache in Mittelamerika. Sie kommt hauptsächlich in Mexiko im Gebiet Oaxaca vor. Sie gehört zu den indigenen amerikanischen Sprachen.
Einige Wissenschaftler sehen die vier Dialekte der Sprache als Einzelsprachen an:
| Dialekt (und Ort)     | Sprecherzahl (ca.) | ISO 639-3 (SIL) |
| --------------------- | ------------------ | --------------- |
| San Dionisio del Mar  | 5.000              | hve             |
| San Francisco del Mar | 900                | hue             |
| San Mateo del Mar     | 12.000             | huv             |
| Santa María del Mar   | 500                | hvv             |